# Land- und Stadtgericht Fischhausen
Das Land- und Stadtgericht Fischhausen war von 1822 bis 1849 ein preußisches Land- und Stadtgericht mit Sitz in Fischhausen.

## Geschichte
Das Land- und Stadtgericht Fischhausen wurde 1822 aus dem Stadtgericht Fischhausen und dem vereinigten Justizamt Fischhausen und Justizamt Kragau gebildet. Es war ein Gericht 2. Klasse (später 1. Klasse) im Sprengel des Oberlandesgerichts Königsberg.
1837 umfasste der Gerichtsbezirk die Stadt Fischhausen mit 1639 Gerichtseingesessenen und 183 Ortschaften mit 14.372 Gerichtseingesessenen (zusammen also 16.011 Gerichtseingesessene). Am Gericht waren ein Stadt- und Landrichter, zwei Richter und fünf weitere Mitarbeiter beschäftigt. Das Gericht hatte seinen Sitz im Rathaus.
Nach der Märzrevolution wurden 1849 einheitlich Kreisgerichte gebildet. In Fischhausen entstand so die Gerichtsdeputation Fischhausen des Kreisgerichts Königsberg.